# つまようじ少年事件
つまようじ少年事件（つまようじしょうねんじけん）は、2015年1月、当時19歳の少年がYouTubeに、店頭に陳列されていたじゃがりこに爪楊枝で穴を空けた動画を投稿した事件。少年はその後逃走を図り、逃走中にも動画を投稿していた。
事件当時は「つまようじ少年」として話題になった。

## 概要
2015年（平成27年）1月11日、東京都三鷹市在住の無職の少年（当時19歳）が「店の商品にいたずらしてみたw2」というタイトルで、インターネット動画サイトYouTube上に東京都調布市内の東急ストアにて、店頭商品に爪楊枝で穴を空けるという動画を投稿した。
少年は"narukami 793"というユーザー名を使用し、動画のタイトルに「2」と付いていた事からこれ以前にも動画を投稿していたが、事件の発端となった問題の動画はこの時のものであった。2日後の1月13日になってメディア各社がこの動画を取り上げると、東急ストア側はすぐに該当商品の販売を中止、更に製造したメーカーも各店舗に対して商品回収命令を出すなどした。事態を重く見た警察は威力業務妨害の疑いで捜査を始めた。それを受けて少年は現金約7万円を元手に逃走を始め、その間も再三、動画を投稿し続けていた。1月15日、警察はこの少年の逮捕状を取り全国指名手配、事件から1週間後の18日午前に滋賀県米原市内で逮捕した。

## 事件の経過
- 2013年（平成25年）6月5日、少年はnarukami 793とは別のチャンネルに博多駅での通り魔予告の動画をYouTubeに投稿し、逮捕される。
- 2014年（平成26年）12月中旬頃、この少年が新たにnarukami 793というチャンネル名でYouTubeに動画を投稿し始める[1]。
- 2015年（平成27年）
  - 1月11日頃、少年がYouTubeに事件の発端となる動画を投稿（投稿内容は概要節を参照）。その直前にも少年は スーパーマーケットでの万引きを装う動画などを多数投稿していた。
  - 1月13日、この動画がメディア各社で報道され注目される。これを受けて店側が該当商品の販売を中止し、メーカー側も回収を行ったため、威力業務妨害として警察が捜査を開始。それを知った少年は逃走を開始した[1]。
  - 1月15日、警察は少年を被疑者として逮捕状を取り、この少年を全国指名手配した[3][4]。少年は自身への逮捕状発布を受け、「リアル“逃走中”の完成です」と逃亡開始を宣言[4]。逃避行の先々で「有名人になっちゃったからさ。市橋達也になった気分」「無能警察はまだ私を捕まえられないんですよ」などと警察を挑発ながら逃亡を続けた[4]。
  - 1月18日、午前7時頃、JR東海道線の列車に乗車し京都方面へと向かっていた所、滋賀県米原駅に停車した際に捜査中の滋賀県警が被疑者少年を発見し逮捕した[4]。警察は少年を全国指名手配して以降行方を捜していたが、逮捕の少し前に匿名の目撃情報が多数寄せられたという。
  - 4月1日、東京家庭裁判所での少年審判(非公開)により、少年の中等少年院への送致が決定[2]。

## 事件の背景と動機
少年は2011年（平成23年）2月6日、インターネット掲示板2ちゃんねるに「2月11日午後9時に新宿駅にて若い男3人による通り魔事件を起こす」旨の犯行予告を書き込み、2013年（平成25年）6月5日にはYouTube上に今回とは別のユーザー名で「6月14日午後6時30分に博多駅にて通り魔事件を起こす」旨の動画を投稿した。この2件により少年は逮捕され、1度目は神奈川県相模原市中央区の神奈川医療少年院へ、2度目は愛知県豊田市浄水町の愛知少年院へ送致された。
少年はこれらの施設での経験から「18歳以上は少年法ではなく成人と同じ法律で裁かれるべき」と考えるに至り、少年法の改正を主張していた。その後の調べで「報道のおかげで有名になれて嬉しかった」「発言力を増すためには英雄になるしかなかった」と供述しており、これが事件の直接の動機になったとみられる。

## 事件後の影響
少年が逃走中だった1月16日には千葉県市川市で模倣犯と思われる当時17歳の少年が逮捕された他、1月20日には滋賀県、2月2日には山梨県でも同様の模倣的な事件が発生した。
また後にコンビニエンスストアのおでんを指で突く「おでんツンツン男」なる者も現れ、「店頭での悪戯を撮影し動画サイトに投稿する」行為がブームになるなど、社会に多大な悪影響を及ぼした。

## 捜査の遅れ
この事件の捜査に対して、警察関係者からは、警視庁少年事件課の初動捜査の遅れがあったとの指摘がある。東京スポーツが、警察関係者に取材したところ「当初、警視庁の捜査1課が少年事件課に応援を申し出たんですが、メンツを気にした少年事件課が断り、結果的に少年を取り逃した。その間にも少年は警察の無能ぶりをあざ笑う動画を連投。同課は『ニュースで取り上げて刺激したから少年が逃げたんだ』と報道したテレビ局を締め出すなど、八つ当たりもいいところだった。」というコメントが返ってきており、警視庁少年事件課の自己のメンツのみを意識した捜査が、逮捕まで時間をかける結果となったことが指摘されている。この捜査及び逮捕の遅れが、事件の話題性をさらに煽り、結果として、少年の身柄を新幹線で東京に移送する際も、東京駅に報道陣が集まったことを警視庁が察知すると、当初下車予定であった東京駅ではなく品川駅で少年を下車させるなど、警察当局として過剰なマスコミ対策を行わざるを得ない状況になった。
一方で、逮捕当日の滋賀県警察の動きについては、米原駅でのわずか5分しかない停車時間に加え、センター試験当日で受験生らしき若者も少なくないなか、約300人の乗客のなかから少年を米原警察署の署員3名、米原駅前交番及び長浜警察署からの応援それぞれ2名の計7名で確保できたことについて、産経新聞が逮捕の一部始終を記事にするなど評価されている。

## その後
事件から7年後の2022年11月、UberEATSの配達員として働いていた男が東京都内のマンションに不法に侵入し、低評価を付けた腹いせに女性客の部屋のドアに嫌がらせ目的でカレーをかけたとして警視庁に逮捕された。一部メディアではこの男がつまようじ少年であると報じられた。